# Eugene O'Neill
Eugene O'Neill   (Nova York, 16 d'octubre de 1888 - Boston, 27 de novembre de 1953) va ser un dramaturg estatunidenc en llengua anglesa, guanyador del Premi Nobel de Literatura i quatre vegades guanyador del Premi Pulitzer de teatre per les obres Més enllà de l'horitzó, Anna Christie, Estrany interludi i El llarg viatge d'un dia vers la nit. Es considera el fundador del teatre estatunidenc modern.
Va introduir a Amèrica el realisme dramàtic que ja havien iniciat a Europa Anton Txékhov, Henrik Ibsen i August Strindberg. Va ser dels primers autors teatrals a incloure diàlegs en llengua vernacular americana. Va tractar exhaustivament diferents manifestacions de frustració. Els seus personatges solen viure al marge de la societat, lluiten per unes aspiracions i sovint acaben desil·lusionats.
Ramon Vinyes el va introduir als teatres catalans a partir de l'any 1937, després dels fets de maig, junt amb altres autors que considerava innovadors i de dramatúrgia social. A partir del fi de la Segona Guerra Mundial O'Neill, Arthur Miller, Tennessee Williams i Thornton Wilder van ser els dramaturgs estrangers que més van arribar als Països Catalans, malgrat ser tots ells estatunidencs i que Espanya vivia sota el règim franquista. No van ser substituïts per una nova onada de dramaturgs estatunidencs (Sam Shepard i David Mamet) fins a l'inici dels anys 90.

## Biografia

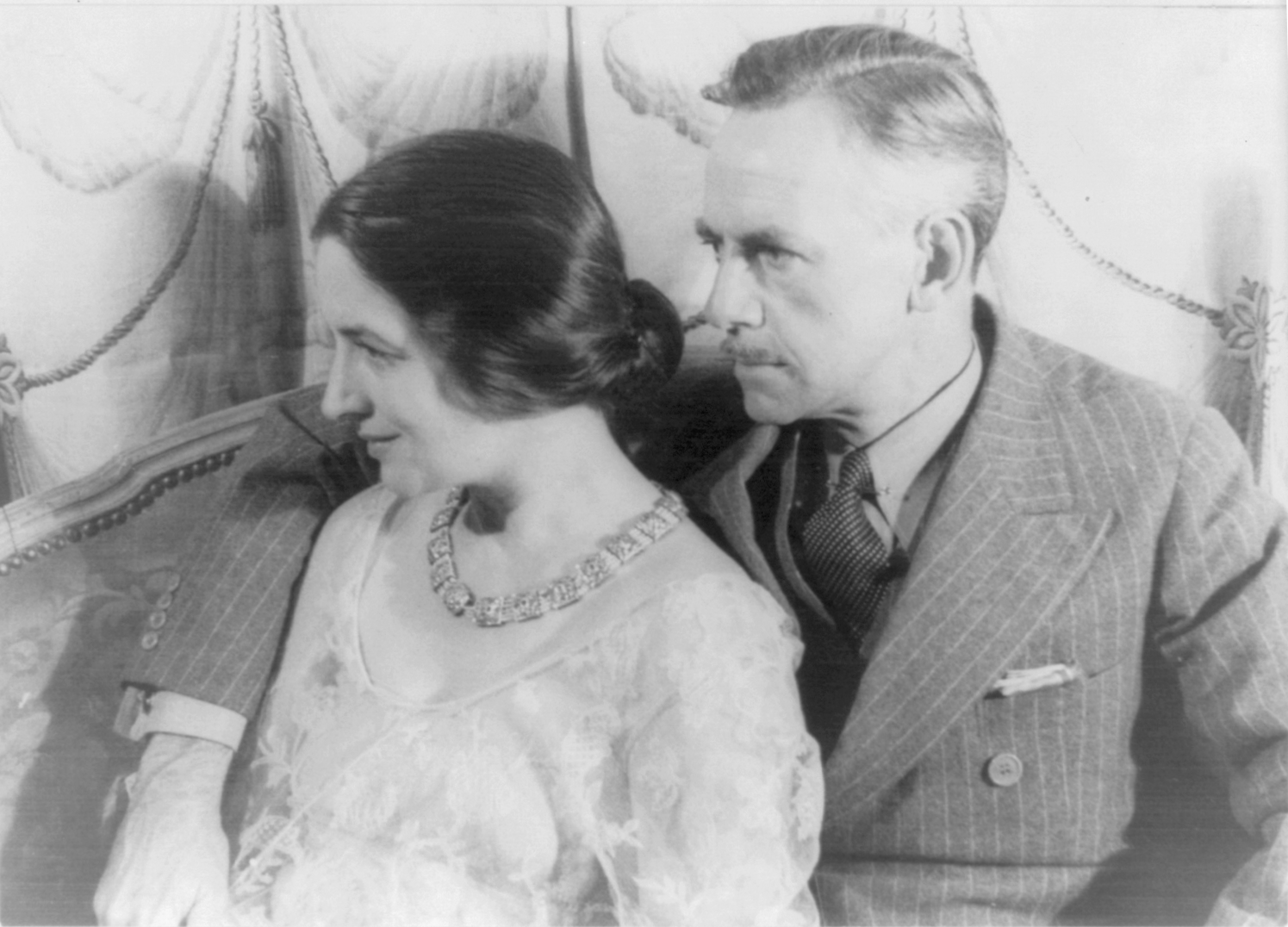
O'Neill amb la seva dona, Carlotta Monterey

Va néixer el 16 d'octubre de 1888 a la ciutat de Nova York. El seu pare, James O'Neill, fou un actor de teatre d'origen irlandès, que havia crescut enmig de la pobresa més absoluta. La seva mare, Ella Quinlan O'Neill, fou la filla delicada, emocionalment fràgil, d'un pare ric que havia mort quan ella tenia 17 anys. La senyora O'Neill mai va superar la mort per xarampió als dos anys del seu segon fill, Edmund, i es va fer addicta a la morfina després del difícil naixement d'Eugene.
Malgrat que Eugene O'Neill va néixer a l'habitació d'un hotel de Broadway, a la ciutat de Nova York, la seva infància està íntimament unida a New London (Connecticut). A causa de la professió del seu pare va passar els seus primers anys entre bambolines als teatres i trens en els quals la família es desplaçava d'un lloc a un altre. Finalment, als set anys, O'Neill fou enviat a un internat catòlic en el qual troba com únic consol la lectura.
Els estudis no l'hi anaven massa bé, inclús va suspendre la Universitat de Princeton, pel que va haver de fer feines precàries, i després de treballar en una oficina de venda per correu es va traslladar a Hondures a buscar or. Els seus anys foren errants, passant-ne uns quants com a mariner, anant a parar a Buenos Aires, on sofrí una depressió que l'empeny a l'alcoholisme. Finalment, no és fins després de la mort dels seus pares i del seu germà gran, que O'Neill es va dedicar a escriure com a forma d'evasió.

## Obra literària

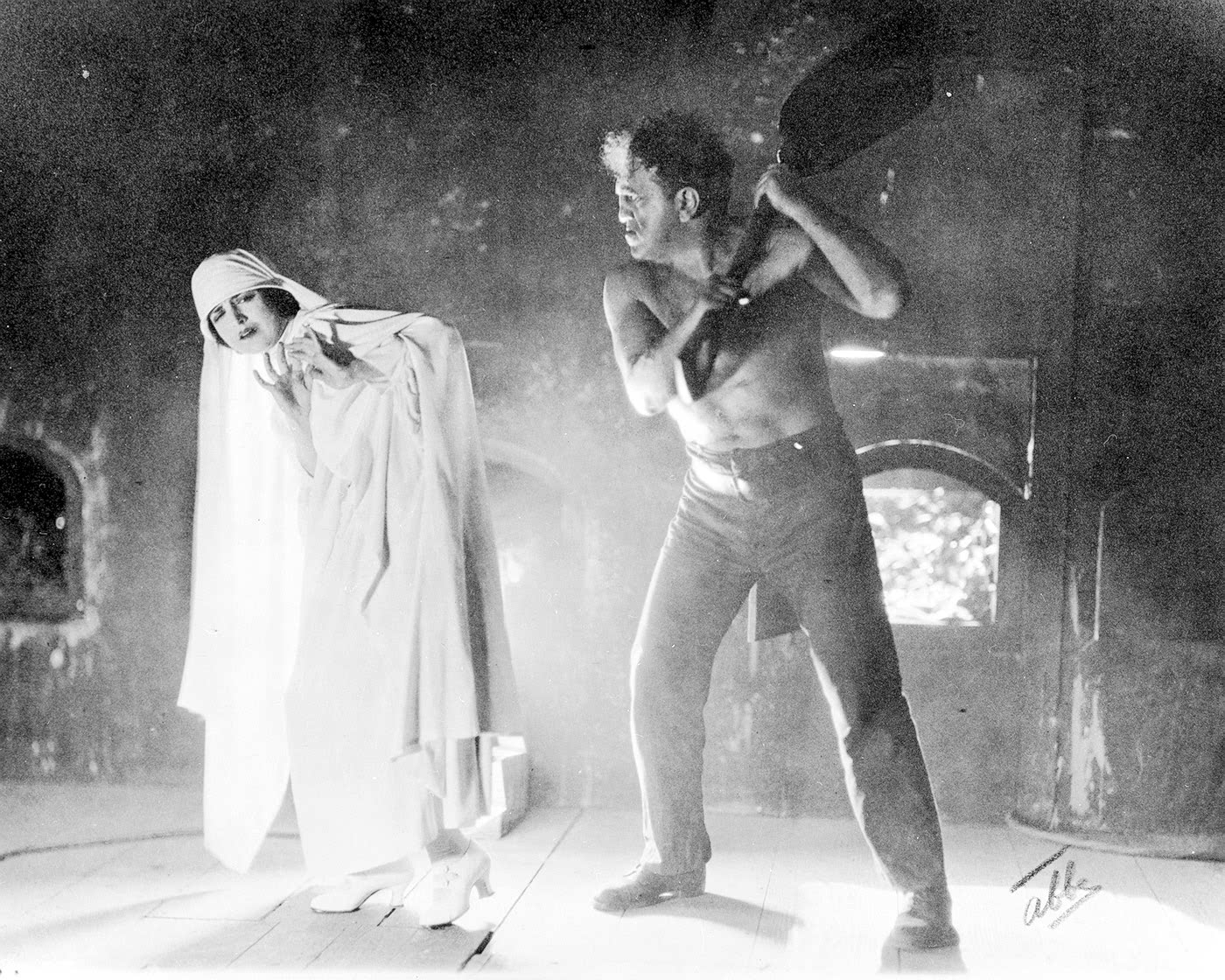
Escena de The hairy ape (1922)

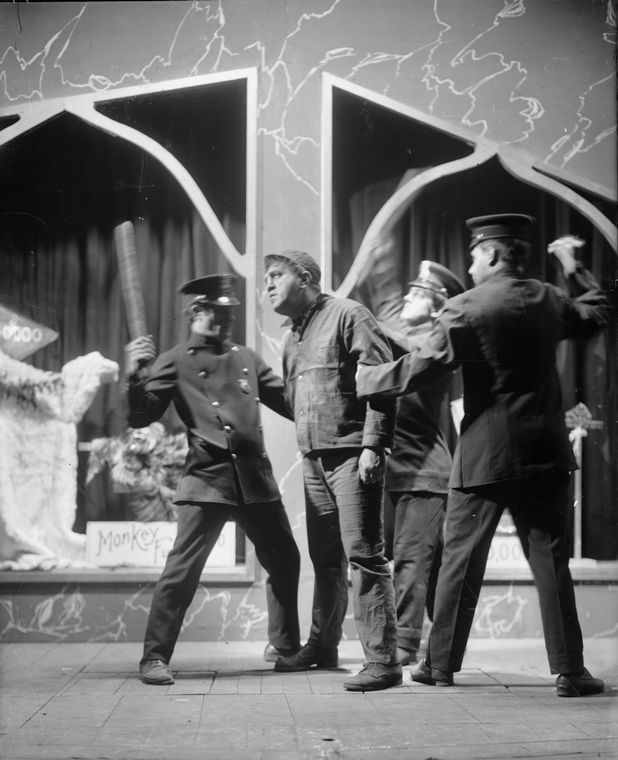
Un altre moment de The hairy ape

Alhora que s'uní a una companyia de teatre d'afeccionats, "Provincetown Players", que representaren alguna de les seves primeres obres, va ocupar una plaça al New London Telegraph de Connecticut, on escriu les seves primeres obres. A partir d'aquell moment decidí dedicar-se a l'escriptura d'obres de teatre a temps complet després de la seva experiència al Sanatori de Gaylord Farms, on havia acudit després de contreure tuberculosi.
Durant la dècada del 1910 O'Neill es convertí en un habitual de l'escena literària de Greenwich Village, on es reuneix amb molts amics radicals com John Reed, fundador del Partit Comunista dels Estats Units. A partir de 1914 començà a estudiar art dramàtic a la Universitat Harvard.
El 1929 O'Neill es traslladà a la Vall del Loira, i passà a viure al Castell de Plessis, situat a Saint-Antoine-du-Rocher. El 1937 anà a viure a Danville, població situada a Califòrnia, on hi residiria fins al 1944. La seva casa, coneguda com a Tao House, és avui el "Eugene O'Neill National Historic Site".
La primera representació d'una obra d'O'Neill Beyond the Horizon ("Més enllà de l'horitzó"), a Broadway el 1920 va ser un èxit absolut i li va valer el Premi Pulitzer. Aquell fou el moment de màxima esplendor en la seva obra, gràcies a Desire Under the Elms ("Desig sota els oms", 1924), Strange Interlude ("Estrany interludi", 1927), amb el qual guanya el Pulitzer per tercera vegada, Mourning Becomes Electra ("A Electra li queda bé el dol", 1931), on es nota la influència del drama grec i la seva única comèdia Ah, Wilderness ("Terres verges", 1932), una malenconiosa reescriptura de la infància que hagués desitjat tenir.
L'any 1936 fou guardonat amb el Premi Nobel de Literatura per l'energia, honradesa i sentiment profund d'emocions en els seus treballs dramàtics, que incorporen un concepte original de la tragèdia. Després d'una pausa de gairebé una dècada, O'Neill escriu l'obra The Iceman Cometh ("Arriba l'home de gel", 1939), i el 1943 Moon for the Misbegotten ("Una lluna per al bastard") esdevingué un fracàs, iniciant el seu declivi com a dramaturg.

## Relacions familiars

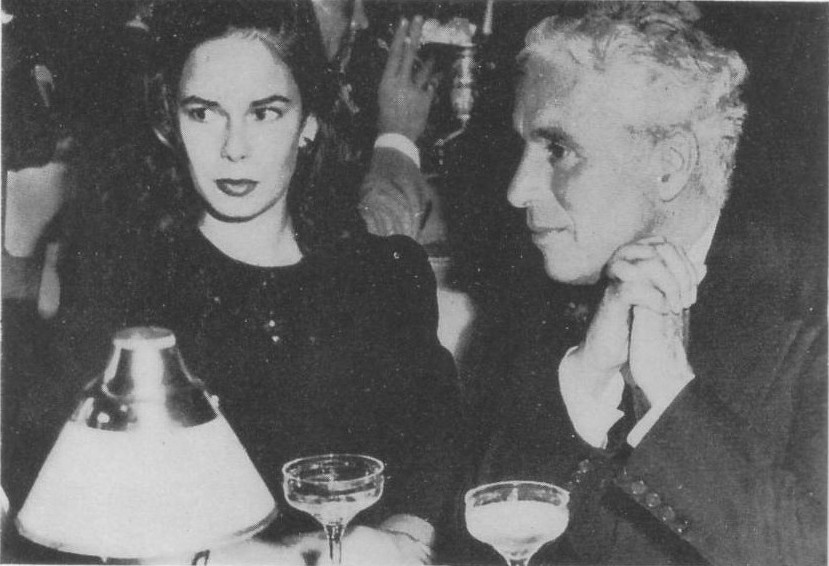
Oona O'Neill i Charlie Chaplin

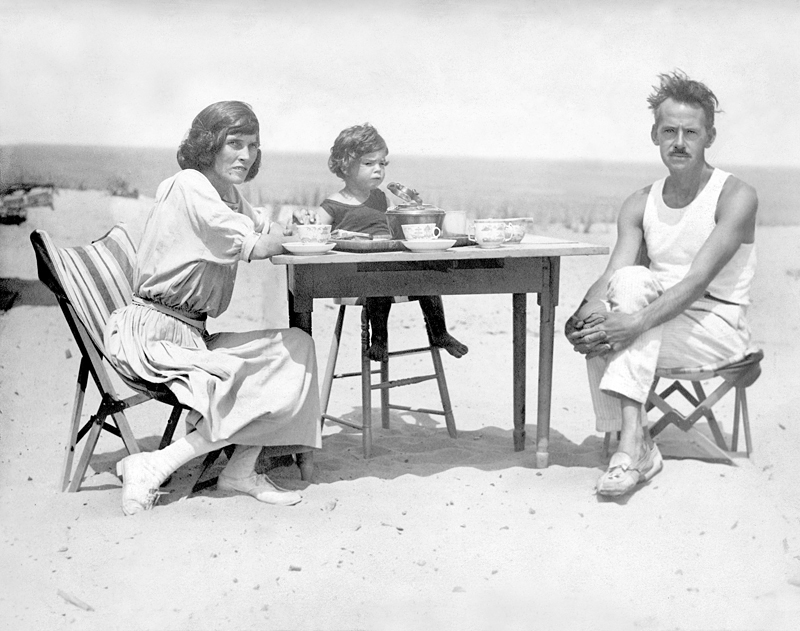
O'Neill amb la seva dona i el seu fill

El 1943 O'Neill va desautoritzar la seva filla Oona O'Neill per haver-se casat el 16 de juny de 1943 amb el cineasta Charles Chaplin quan ella només tenia amb 17 anys i ell 54, amb qui, tot i la diferència d'edat, van tenir vuit fills. El dramaturg mai tornà a veure la seva filla.
També tingué problemes amb els seus fills Eugene O'Neill Jr, especialista en Lletres Clàssiques d'Universitat Yale alcohòlic que es va suïcidar l'any 1950 als 40 anys, i Shane O'Neill, addicte a l'heroïna qui també seguí el mateix destí.

## Els darrers anys
Després d'haver patit nombrosos problemes de salut, entre ells l'alcoholisme, durant molts anys, O'Neill va patir també en els seus últims anys la malaltia de Parkinson, el que li ocasionava tremolors a les mans que li van impedir escriure en els seus deu últims anys de vida. Va tractar de dictar, però així li resultà impossible escriure. O'Neill va morir en un estadi avançat d'aquesta malaltia a l'habitació 401 de l'Hotel Sheraton de Boston, el 27 de novembre de 1953, als 65 anys.
Malgrat que les seves instruccions testamentàries estipulaven que les seves obres no havien de publicar-se fins a 25 anys després de la seva mort, el 1956 la seva tercera esposa va ordenar publicar Long Day's Journey Into Night ("Llarg viatge vers la nit", escrita però l'any 1941). Aquesta obra fou aclamada per la crítica i avui dia es considera la seva obra més completa, permetent-li guanyar el seu quart Pulitzer. Posteriorment es publicaren A Touch of the Poet ("Un toc de poeta", 1958) i More Stately Mansions ("Més mansions majestuoses", 1967). Amb part dels diners generats per aquestes obres, i seguint disposicions testamentàries del mateix O'Neill, que desitjava mostrar el seu agraïment al país que li havia concedit el Premi Nobel, es va instituir el Premi O'Neill, que és atorgat cada any pel teatre Real Dramàtic de Suècia.

## Obra seleccionada
- 1920: Beyond the Horizon, Premi Pulitzer
- 1921: The Emperor Jones
- 1921: The First Man
- 1922: The Hairy Ape
- 1922: Anna Christie, Premi Pulitzer
- 1923: The Fountain
- 1923-1925: Marco Millions
- 1924: All God's Chillun Got Wings
- 1925: Desire Under the Elms
- 1925-1926: Lazarus Laughed
- 1926: The Great God Brown
- 1928: Strange Interlude, Premi Pulitzer
- 1929: Dynamo
- 1931: Mourning Becomes Electra
- 1933: Ah, Wilderness!
- 1933: Days Without End
- 1939: The Iceman Cometh, estrenada el 1946
- 1941: Hughie, estrenada el 1959
- 1941: Long Day's Journey Into Night, estrenada el 1956 i Premi Pulitzer
- 1941-1943: A Moon for the Misbegotten, estrenada el 1947
- 1942: A Touch of the Poet, estrenada el 1958
- 1967: More Stately Mansions, estrenada el 1967
- 1982: The Calms of Capricorn

## Traduccions al català
- Anna Christie, traducció de Josep Maria Millàs-Raurell. Edició de 1937.[5]
- L'emperador Jones, traducció de Josep Carner-Ribalta. Edició de 1984.
- La lluna per un bord, traducció de Jordi Voltas Nadal. Edició de 1984.[6]
- Estrany interludi, traducció de Victòria Alsina i Keith. Edició de 1988.[7]
- El dol escau a Electra, traducció de Guillem-Jordi Graells. Edició de 1992.[8]
- Desig sota els oms, traducció d'Iban Beltran i Joan Ollé. Edició de 2017.[9]
- El llarg viatge d'un dia vers la nit, traducció de Lluís-Anton Baulenas.[cal citació]